# Ted Wass
Ted Wass (* 27. Oktober 1952 in Lakewood, Ohio) ist ein US-amerikanischer Schauspieler und Regisseur.

## Leben
Ted Wass begann seine Karriere im Filmgeschäft als Schauspieler. Seine erste Rolle spielte er 1977 in einer Episode der Serie Eine amerikanische Familie. Sein erster Auftritt in einem Kinofilm war die Hauptrolle in Der Fluch des rosaroten Panthers von Blake Edwards an der Seite von David Niven, Robert Wagner und Roger Moore. Danach war er in verschiedenen Fernseh- sowie Kinoproduktionen zu sehen. Seine letzte Rolle als Schauspieler hatte er 1995 in der Fernsehserie Blossom. Seitdem ist er als Regisseur für das Fernsehen aktiv, so inszenierte er auch fünf Episoden der Serie Blossom. Andere Serien, an denen er beteiligt war, sind Two and a Half Men, Scrubs – Die Anfänger und Ehe ist…. Für Office Girl war er der Hauptregisseur und war für fast alle Episoden als Regisseur verantwortlich.
Ted Wass war mit der Schauspielerin Janet Margolin bis zu deren Tod 1993 verheiratet. Mit ihr hatte er zwei Kinder, darunter den Filmkomponisten Julian Wass (* 1981). 1996 heiratete er erneut.

## Filmografie (Auswahl)

### Als Schauspieler
- 1977–1981: Soap – Trautes Heim
- 1983: Der Fluch des rosaroten Panthers (Curse of the Pink Panther)
- 1983: Die Sünde der Schwester (Baby Sister)
- 1984: Sheena – Königin des Dschungels (Sheena)
- 1984: Oh, God! You Devil
- 1991–1995: Blossom
- 1993: Star

### Als Regisseur
- 1999: Ein Zwilling kommt selten allein (1 Episode)
- 2000–2002: Chaos City (45 Episoden)
- 2002–2006: Office Girl (68 Episoden)
- 2006: Crumbs
- 2006: Ehe ist… (4 Episoden)
- 2007: Two and a Half Men (7 Episoden)
- 2007: The Big Bang Theory (1 Episode)
- 2007–2013: Rules of Engagement (46 Episoden)
- 2009: Brothers
- 2009: Ruby & The Rockits
- 2009: Scrubs – Die Anfänger (1 Episode)
- 2010: Aus Versehen glücklich
- 2010–2011: Melissa & Joey
- 2011: State of Georgia
- 2011–2012: 2 Broke Girls
- 2014: Mom
- 2014: Undateable (2 Episoden)